# Galumna flagellata
Galumna flagellata är en kvalsterart som beskrevs av Rainer Willmann 1925. Galumna flagellata ingår i släktet Galumna och familjen Galumnidae. Inga underarter finns listade i Catalogue of Life.